# Pâmela Rosa
Pâmela Rosa, född 19 juli 1999 i São José dos Campos, Brasilien, är en brasiliansk professionell skateboardåkare som tävlar i Street Skateboarding.
Rosa började med BMX cykel och bytte sedan till skateboard. Hon vann året 2016 två guldmedaljer vid de två tävlingar som ingår i X Games. I augusti 2023 noterades Rosa på femte platsen i världsrankningen. I februari 2023 vann hon vid STU Cariciuma Street Womens Finals. Rosa deltog vid olympiska sommarspelen 2021 i Tokyo.